# Последний звонок (фильм)
«После́дний звоно́к» (англ. Last Call) — американская независимая комедия 2012 года режиссёра Грега Гарта с Трэвисом Ван Винклом, Райаном Хэнсеном, Тарой Рид и Диорой Бэрд в главных ролях. Съёмки начались в Лос-Анджелесе в августе 2009 года.

## Сюжет
Два лентяя и неудачника Дэнни и Фил, по стечению обстоятельств, вынуждены какое-то время управлять баром их дяди Пита, который временно находится в тюрьме за дебош. Ребята придумывают разные, с их точки зрения, «креативные» способы извлечь прибыль — от превращения ирландского паба в стриптиз-бар, к ужасу их подружек, до нелегального клуба по продаже крепкого алкоголя подросткам, к явному неудовольствию полиции.

## В ролях
| Актёр            | Роль                  |
| ---------------- | --------------------- |
| Трэвис Ван Винкл | Дэнни                 |
| Райан Хэнсен     | Фил                   |
| Тара Рид         | Линдсей девушка Дэнни |
| Диора Бэрд       | Джанин девушка Фила   |
| Клинт Ховард     | Джордж                |
| Дэвид Делуиз     | Майк                  |
| Ричард Рили      | Гарольд               |
| Джон Каподиче    | Джо Джо               |
| Том Арнольд      | Гейб                  |
| Дэйв Фоли        | мистер Нанли          |
| Кристофер Ллойд  | Пит дядя Дэнни и Фила |
| Фил Хендри       | Малвахилл             |
| Каттер Гарсиа    | Джо                   |
| Шелли Беннетт    | Микки Старр           |

## См также
- Последний звонок